# Banding koloru
Banding (pol. pasmowanie, fałszywe kontury) – zjawisko nienaturalnej prezentacji kolorów w grafice komputerowej. 24-bitowa głębia kolorów (8-bitów przypadających na każdą z 3 podstawowych barw w przestrzeni RGB), która powinna być wystarczająca do renderowania obrazów w pełnym spektrum kolorów, w pewnych przypadkach jest niewystarczająca i powoduje zagrożenie wyświetlenia wyraźnej, nienaturalnej różnicy (fałszywych konturów) między przedstawianymi odcieniami (przejście tonalne) tego samego koloru, widocznej przy wyświetlaniu naturalnego gradientu (w szczególności: zachodu słońca, czystego błękitnego nieba, światła latarki w ciemności). Zjawisko bandingu występuje również w fotografii oraz druku cyfrowym.

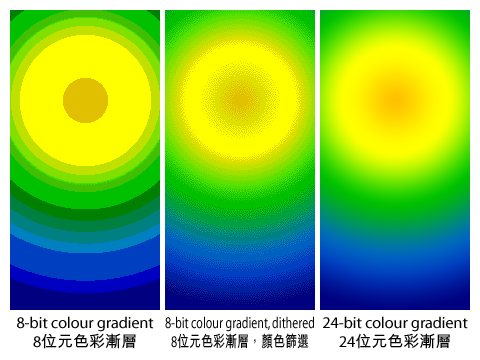
Banding; od lewej; 8-bitowy gradient, 8-bitowy gradient z ditheringiem, 24-bitowy gradient bez efektu nienaturalnych, fałszywych konturów – bandingu

Bez ditheringu, 8 kolorów

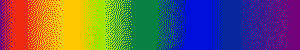
Dithering, 8 kolorów

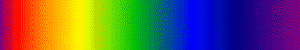
Dithering, 32 kolory

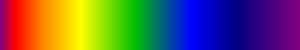
Bez ditheringu, true color – banding nie występuje

Zjawisko dynamic false contouring to odmiana bandingu, występująca w materiałach wideo podczas dynamicznego przemieszczania się wyświetlanych obrazów.

## Redukcja bandingu
Banding może wystąpić w każdym urządzeniu wyświetlającym obraz. Monitory, a w szczególności telewizory  LCD oraz PDP (plazmowe), wyświetlają typowo obraz z głębią 8 bitów, przypadających na każdą z 3 składowych koloru, co daje 256 poziomów odcieni szarości dla każdej składowej koloru przy próbkowaniu 4:4:2 (łączna liczba wyświetlanych kolorów wynosi ponad 16,7 miliona). Powyższa liczba jest niekiedy niewystarczająca do oddania płynnej zmiany kolorów, więc producenci sprzętu stosują przetwarzanie danych wideo w przestrzeni barw o wyższej rozdzielczości. Typowo jest to 10, 12 lub 16 bitów na składową koloru, czyli odpowiednio rozdzielczość 30-, 36- lub 48-bitowa (przykładowo przy wartości 10 bitów i próbkowaniu 4:4:4, liczba odcieni szarości wzrasta do 1024, a łączna liczba możliwych do otrzymania kolorów wynosi ponad 1 miliard). Mimo to, nieliczni producenci, tacy jak Toshiba i Samsung w 2011 r., wprowadzili na rynek modele mające 48-bitową głębię koloru, niwelując niekorzystne zjawisko występowania nienaturalnych przejść tonalnych, czyli bandingu.
Banding koloru jest częściej zauważalny w relatywnie niskiej głębi koloru (bits per pixel – bpp), czyli przy wartościach poniżej 256 kolorów (8 bpp), gdzie nie każdy odcień jest widoczny z powodu niewystarczającej liczby bitów informacji, aby móc je przedstawić. Jednym z rozwiązań tego problemu, prowadzącym do uzyskania gładkich przejść tonalnych, jest dithering polegający na dyfuzji części pikseli na granicy dwóch kolorów, tworząc łagodniejsze przejście jednego koloru w drugi. Banding jak każdy artefakt może zostać zniwelowany przez skaler wideo.

## Znaczenie w DTP
Pasmowanie – wada druku obrazu ciągłotonalnego polegająca na tym, że zamiast jednolitych, „gładkich” przejść między kolorami widać stykające się obszary (podobne do pasm) o jednolitych kolorach.
Pasmowanie jest niezamierzonym efektem solaryzacji, gdy brak dostatecznej liczby półtonów potrzebnych w druku jest spowodowany nadmierną liniaturą w stosunku do rozdzielczości urządzenia. Pasmowanie może być również skutkiem niedopracowania niektórych programów DTP, które dają bardzo „brzydkie” gradienty (z małą liczbą kolorów pośrednich), a raczej symulację gradientów, i nie zaleca się wtedy ich stosowania na dużych powierzchniach i przy dużych rozpiętościach skrajnych kolorów.